# Ludwig Landsberg

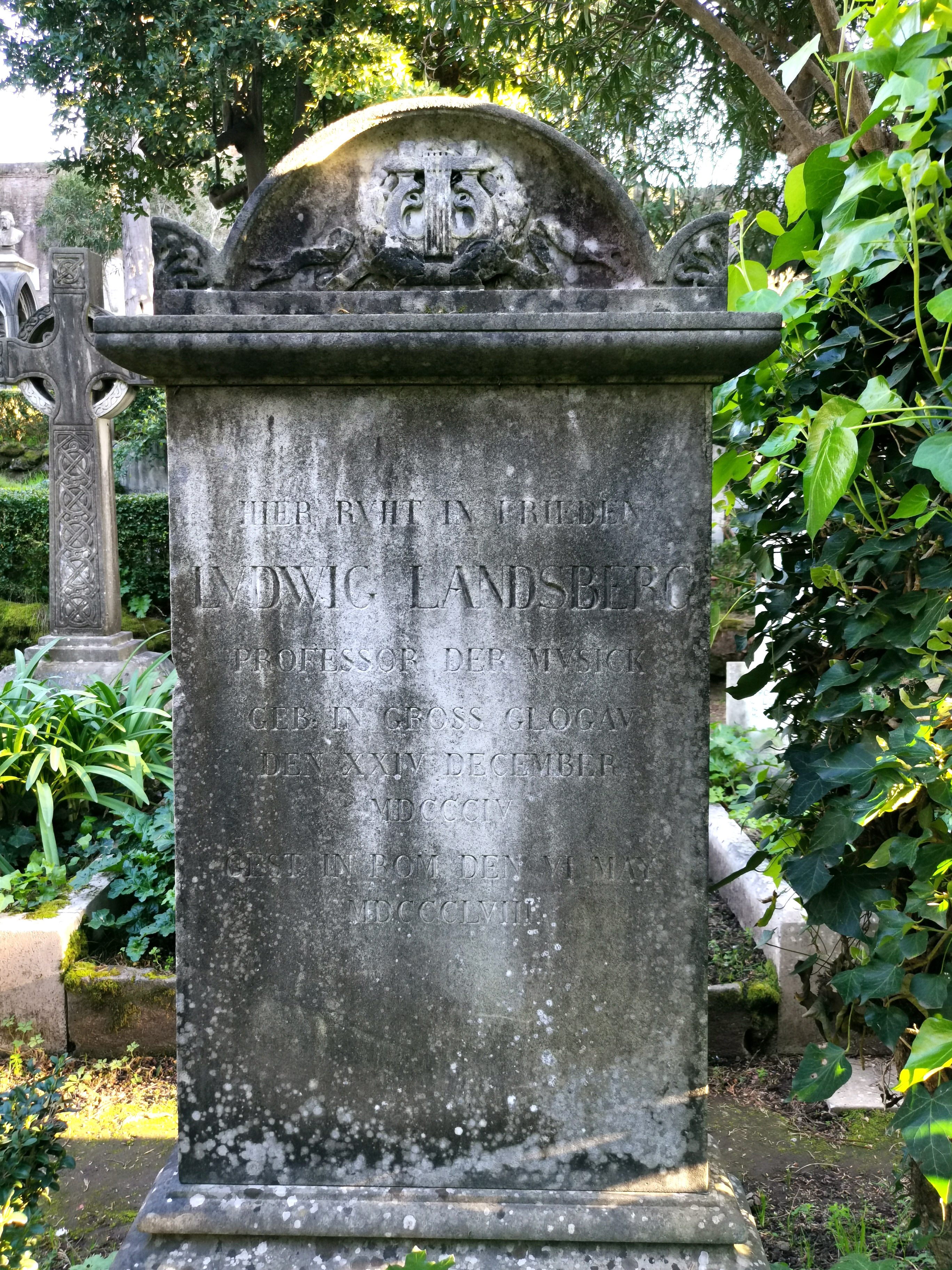
Grab auf dem Nichtkatholischen (Protestantischen) Friedhof Rom

Ludwig Landsberg (* 1807 in Breslau; † 6. Mai 1858 in Rom) war ein deutscher Musikpädagoge und Autographensammler.

## Leben
Landsberg war zunächst Tenor im Chor der Königlichen Oper in Berlin. 1835 ging er nach Rom, wo er eine Musikalienhandlung eröffnete, Musikinstrumente vermietete, Konzerte veranstaltete und später Direktor des dortigen Konservatoriums wurde. Er erwarb sich daneben große Verdienste als „uneigennütziger Förderer und Beschützer aller nach Rom gekommenen jungen Künstler.“ Zu seinem Freundeskreis gehörten Felix Mendelssohn Bartholdy und dessen Schwester Fanny Hensel, die 1839/40 während ihres Aufenthalts in Rom häufig in Landsbergs Haus in der Via del Corso 133 verkehrte.
Durch Vermittlung des Wiener Bildhauers Karl Radnitzky konnte Landsberg 1844 mehrere Manuskripte Franz Schuberts erwerben. Darüber hinaus besaß er wertvolle Autographen Beethovens, darunter einige Skizzenbücher. Sie tragen heute die Bezeichnungen „Skizzenbuch Landsberg 1“ bis „Skizzenbuch Landsberg 11“.
1858 starb Landsberg unerwartet an einem Gehirnschlag, er wurde auf dem Protestantischen Friedhof in Rom beerdigt.
Ein Jahr nach seinem Tod gelangte der größte Teil seiner Sammlung in die Königliche Bibliothek nach Berlin.